# Waldlemming
Der Waldlemming (Myopus schisticolor) ist ein Säugetier aus der Unterfamilie der Wühlmäuse (Arvicolinae). Die Gattung Myopus ist monotypisch mit dem Waldlemming als einziger Art. Das große Verbreitungsgebiet des Waldlemmings umfasst die gesamte Taiga Eurasiens von Norwegen nach Osten bis Kamtschatka und Sachalin am Pazifik. Die Tiere bevorzugen alte Fichtenwälder mit einer sehr dicken, bodendeckenden Moosschicht. Die Art gilt als ungefährdet.

## Kennzeichen
Der Waldlemming zählt zu den kleinen Vertretern der Tribus Lemmini, Schwanz und Ohren sind sehr kurz. Die Kopf-Rumpf-Länge beträgt 80–125 mm, die Schwanzlänge 12–20 mm, die Länge der Hinterfüße 15–17 mm und die Ohrlänge 8–12 mm. Die Tiere wiegen 20–45 g. Die Tiere sind fast einfarbig schiefergrau, ausgewachsene Individuen haben einen rostfarbenen Bereich auf dem hinteren Rücken. Die Sohlen der Hinterfüße sind unbehaart. Waldlemminge können die Öffnung des Gehörgangs mit einer kleinen Klappe verändern.

## Verbreitung und Lebensraum
Das große Verbreitungsgebiet der Art umfasst die gesamte Taiga Eurasiens von Norwegen nach Osten bis Kamtschatka und Sachalin am Pazifik. In Europa reicht das Areal in Nord-Süd-Richtung vom Norden Finnlands bis in das zentrale westliche Russland etwa 300 km westlich von Moskau. Die Tiere bevorzugen alte Fichtenwälder mit einer sehr mächtigen, bodendeckenden Moosschicht aus Arten der Gattungen Hylocomium, Pleurozium, Dicranum und Ptilium. Im Sommer bewohnt der Waldlemming eher feuchtere Waldbereiche bis hin zu kieferbestandenen Mooren mit ausgeprägter Zwergstrauchvegetation und Moosbülten.

## Lebensweise

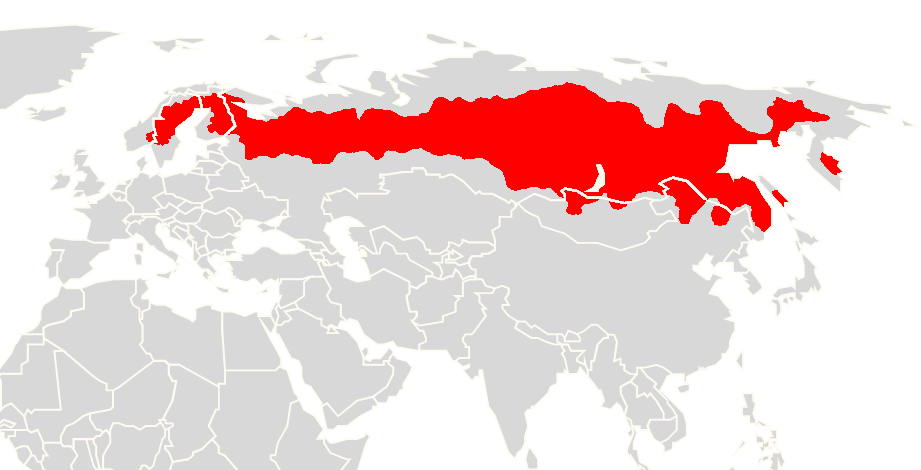
Verbreitungsgebiet laut IUCN

Waldlemminge sind nachtaktiv. Das Gangsystem und der Bau wird in den Moospolstern angelegt. Die wohl ausschließlich pflanzliche Nahrung besteht vor allem aus den Spitzen von Moosen, bevorzugt von Dicranum spp. Ebenfalls häufig gefressen werden die Moose Polytrichum spp., Ptilium crista-castrensis und Pleurozium ssp., während Hylocomium ssp., und Sphagnum ssp. weitestgehend gemieden werden. Außerdem fressen die Tiere auch Gräser wie Deschampsia ssp. und die Blätter und Stämmchen von Heidelbeeren (Vaccinium). Im Herbst lagern Waldlemminge als Winternahrung bis zu 3 Liter Moose unter Totholz oder Steinen ein.

## Fortpflanzung und Siedlungsdichte
Die Fortpflanzung beginnt häufig bereits im Winter. Weibchen werfen im Normalfall zweimal im Jahr, selten dreimal. Die Würfe umfassen 3–7 Junge; die Wurfgröße ist bei Weibchen, die überwintert haben, am größten. Die Weibchen sind mit 22 bis 40 Tagen geschlechtsreif, Männchen deutlich später mit mindestens 44 Tagen. Die Geschlechtsreife wird erst bei einem Gewicht von 20 g erreicht; Tiere, die dieses Gewicht während des Sommers im Jahr der Geburt nicht erreichen, stellen das Wachstum über den Winter ein und werden erst im folgenden Frühjahr geschlechtsreif. Die Lebensdauer beträgt selten mehr als 12 Monate.
Die Art ist für das stark vom Verhältnis 1:1 abweichende Geschlechterverhältnis der Jungtiere bekannt, 75 % der Jungtiere sind Weibchen. Dieser Weibchenüberschuss ist auf eine Mutation des X-Chromosoms (im Folgenden als „X*“ bezeichnet) zurückzuführen, durch die es Weibchen mit drei verschiedenen Geschlechtschromosomkombinationen gibt: XX, X*X und X*Y. Weibchen mit der letzten Kombination produzieren nur Weibchen und haben eine höhere Reproduktion als Weibchen der anderen beiden Typen.
Waldlemminge zeigen ebenso wie andere Wühlmäuse zyklische Bestandsschwankungen, Gradationen treten jedoch nur sehr unregelmäßig und selten auf; in den meisten Jahren ist die Siedlungsdichte sehr niedrig. In Gradationsjahren kommt es zu kleinräumigen Abwanderungen aus sehr dicht besiedelten Bereichen in weniger dicht besiedelte.

## Bestand und Gefährdung
In Finnland und Skandinavien sind die Bestände aufgrund der verbreiteten Rodung der alten Fichtenwälder rückläufig. Insgesamt stuft die IUCN die Art jedoch als ungefährdet („least concern“) ein.